# Circonscription d'Arta
La circonscription d'Arta (en grec Εκλογική περιφέρεια Άρτας) est une circonscription législative de la Grèce. Elle correspond au territoire du nome d'Arta. Elle compte 82 341 électeurs inscrits en janvier 2015.

Situation de la circonscription d'Arta

## Élections législatives de mai 2012

### Résultats
La circonscription d'Arta élit trois députés en mai 2012. Les élections ont lieu au scrutin proportionnel plurinominal avec prime majoritaire et un seuil de représentation de 3 % des suffrages exprimés au niveau national.
54 006 électeurs se sont exprimés sur 84 011 inscrits, soit un taux de participation de 64,28 %. Parmi les vingt-trois listes candidates, trois listes obtiennent chacune un siège dans la circonscription.
| Rang | Liste                              | Nombre de voix | Pourcentage des voix | Nombre de sièges |
| ---- | ---------------------------------- | -------------- | -------------------- | ---------------- |
| 1    | Nouvelle Démocratie                | +14 910,       | 28,28 %              | 1                |
| 2    | SYRIZA                             | +11 422,       | 21,67 %              | 1                |
| 3    | Mouvement socialiste panhellénique | +07 596,       | 14,41 %              | 1                |
| 4    | Parti communiste de Grèce          | +04 446,       | 8,43 %               | 0                |
| 5    | Grecs indépendants                 | +03 708,       | 7,03 %               | 0                |
| 6    | Aube dorée                         | +02 370,       | 4,50 %               | 0                |
| 7    | Gauche démocrate                   | +02 025,       | 3,84 %               | 0                |

### Députés

#### Nouvelle Démocratie
La liste de la Nouvelle Démocratie est en tête et obtient un siège.
| Rang | Nom              | Nombre de voix |
| ---- | ---------------- | -------------- |
| 1    | Geórgios Stýlios | +5 744,        |

#### SYRIZA
La liste de la SYRIZA est deuxième et obtient un siège.
| Rang | Nom              | Nombre de voix |
| ---- | ---------------- | -------------- |
| 1    | Ólga Yerovassíli | +4 358,        |

#### Mouvement socialiste panhellénique
La liste du Mouvement socialiste panhellénique est troisième et obtient un siège.
| Rang | Nom            | Nombre de voix |
| ---- | -------------- | -------------- |
| 1    | Christos Gokas | +2 571,        |

## Élections législatives de juin 2012

### Résultats
La circonscription d'Arta élit trois députés en juin 2012. Les sièges sont répartis à l'issue d'un scrutin proportionnel plurinominal avec prime majoritaire entre les listes ayant obtenu au moins 3 % des suffrages exprimés au niveau national.
51 602 électeurs se sont exprimés sur 84 177 inscrits, soit un taux de participation de 61,30 %. Parmi les dix-huit listes candidates, trois listes obtiennent chacune un siège dans la circonscription.
| Rang | Liste                              | Nombre de voix | Pourcentage des voix | Nombre de sièges |
| ---- | ---------------------------------- | -------------- | -------------------- | ---------------- |
| 1    | Nouvelle Démocratie                | +18 283,       | 35,83 %              | 1                |
| 2    | SYRIZA                             | +14 875,       | 29,15 %              | 1                |
| 3    | Mouvement socialiste panhellénique | +06 545,       | 12,83 %              | 1                |
| 4    | Grecs indépendants                 | +02 482,       | 4,86 %               | 0                |
| 4    | Parti communiste de Grèce          | +02 482,       | 4,86 %               | 0                |
| 6    | Aube dorée                         | +02 260,       | 4,43 %               | 0                |
| 7    | Gauche démocrate                   | +02 158,       | 4,23 %               | 0                |

### Députés

#### Nouvelle Démocratie
La liste de la Nouvelle Démocratie est en tête et obtient un siège.
| Rang | Nom              |
| ---- | ---------------- |
| 1    | Geórgios Stýlios |

#### SYRIZA
La liste de la SYRIZA est deuxième et obtient un siège.
| Rang | Nom              |
| ---- | ---------------- |
| 1    | Ólga Yerovassíli |

#### Mouvement socialiste panhellénique
La liste du Mouvement socialiste panhellénique est troisième et obtient un siège.
| Rang | Nom            |
| ---- | -------------- |
| 1    | Christos Gokas |

## Élections législatives de janvier 2015

### Résultats
La circonscription d'Arta élit trois députés en janvier 2015. Les sièges sont répartis à l'issue d'un scrutin proportionnel plurinominal avec prime majoritaire entre les listes ayant obtenu au moins 3 % des suffrages exprimés au niveau national.
51 683 électeurs se sont exprimés sur 82 341 inscrits, soit un taux de participation de 62,77 %. Parmi les seize listes candidates, deux listes obtiennent au moins un siège dans la circonscription.
| Rang | Liste                                | Nombre de voix | Pourcentage des voix | Nombre de sièges |
| ---- | ------------------------------------ | -------------- | -------------------- | ---------------- |
| 1    | SYRIZA                               | +22 240,       | 44,14 %              | 2                |
| 2    | Nouvelle Démocratie                  | +15 138,       | 30,04 %              | 1                |
| 3    | Mouvement socialiste panhellénique   | +02 653,       | 5,27 %               | 0                |
| 4    | Parti communiste de Grèce            | +02 574,       | 5,11 %               | 0                |
| 5    | Aube dorée                           | +01 894,       | 3,76 %               | 0                |
| 6    | La Rivière                           | +01 697,       | 3,37 %               | 0                |
| 7    | Mouvement des démocrates socialistes | +01 309,       | 2,60 %               | 0                |
| 8    | Grecs indépendants                   | +01 256,       | 2,49 %               | 0                |

### Députés
La répartition des sièges au sein de chaque liste élue dépend du nombre de voix obtenues individuellement par chaque candidat, suivant le système du vote préférentiel. Dans la circonscription d'Arta, les listes peuvent comporter jusqu'à cinq candidats. Les électeurs peuvent exprimer un vote préférentiel pour l'un des candidats sur la liste pour laquelle ils votent.

#### SYRIZA
La liste de la SYRIZA est en tête et obtient deux sièges.
| Rang | Nom               | Nombre de voix |
| ---- | ----------------- | -------------- |
| 1    | Ólga Yerovassíli  | +8 115,        |
| 2    | Vassilios Tsirkas | +4 744,        |

#### Nouvelle Démocratie
La liste de la Nouvelle Démocratie est deuxième et obtient un siège.
| Rang | Nom              | Nombre de voix |
| ---- | ---------------- | -------------- |
| 1    | Georgios Stylios | +6 289,        |